# Нойшенау
Нойшенау (нім. Neuschönau) — громада в Німеччині, знаходиться в землі Баварія. Підпорядковується адміністративному округу Нижня Баварія. Входить до складу району Фраюнг-Графенау.
Площа — 27,54 км2. Населення становить 2209 ос. (станом на 31 грудня 2020).